# Crespi (scénariste de bande dessinée)
Pour les articles homonymes, voir Crespi.
Henri Crespi, plus connu sous le diminutif de Crespi, est un scénariste de bande dessinée et romancier français.
Il travailla pour le magazine Vaillant-Pif gadget, où il scénarisa les Enquêtes de Ludo, dessinée par Moallic. Il scénarisa et dessina Nestor.
Il travailla également pour L'Humanité et L'Humanité Dimanche.
Il écrivit la nouvelle La Cigarette avec Sébastien Julliard en février 1959.
Il scénarisa se nombreuses pièces radiophoniques, pour L'heure du mystère, Carte blanche et le Théâtre de l'étrange.